# Giro di Romandia 1985
Il Giro di Romandia 1985, trentanovesima edizione della corsa, si svolse dal 7 al 12 maggio su un percorso di 860 km ripartiti in 5 tappe (la quinta suddivisa in due semitappe) e un cronoprologo, con partenza a Monthey e arrivo a Ginevra. Fu vinto dallo svizzero Jörg Müller della Skil-SEM-KAS-Miko davanti al portoghese Acácio da Silva e allo svedese Tommy Prim.

## Tappe
| Tappa  | Data      | Percorso                              | km   | Vincitore di tappa   | Leader cl. generale |
| ------ | --------- | ------------------------------------- | ---- | -------------------- | ------------------- |
| Prol.  | 7 maggio  | Monthey > Monthey (cron. individuale) | 5,4  | Moreno Argentin      | Moreno Argentin     |
| 1ª     | 8 maggio  | Monthey > Villeneuve                  | 184  | Eddy Schepers        | Laurent Vial        |
| 2ª     | 9 maggio  | Villeneuve > La Chaux-de-Fonds        | 195  | Alessandro Paganessi | Jörg Müller         |
| 3ª     | 10 maggio | La Chaux-de-Fonds > Moutier           | 159  | Acácio da Silva      | Jörg Müller         |
| 4ª     | 11 maggio | Moutier > Nyon                        | 206  | Johan van der Velde  | Jörg Müller         |
| 5ª-1ª  | 12 maggio | Nyon > Nyon (cron. individuale)       | 23,8 | Tommy Prim           | Jörg Müller         |
| 5ª-2ª  | 12 maggio | Nyon > Ginevra                        | 87   | Silvestro Milani     | Jörg Müller         |
| Totale | Totale    | Totale                                | 860  |                      |                     |

## Dettagli delle tappe

### Prologo
- 7 maggio: Monthey > Monthey (cron. individuale) – 5,4 km

| Pos. | Corridore       | Squadra    | Tempo |
| ---- | --------------- | ---------- | ----- |
| 1    | Moreno Argentin | Sammontana | 8'14" |
| 2    | Acácio da Silva | Malvor     | a 2"  |
| 3    | Jörg Müller     | Skil       | s.t.  |

| Pos. | Corridore       | Squadra    | Tempo |
| ---- | --------------- | ---------- | ----- |
| 1    | Moreno Argentin | Sammontana | 8'14" |
| 2    | Acácio da Silva | Malvor     | a 2"  |
| 3    | Jörg Müller     | Skil       | s.t.  |

### 1ª tappa
- 8 maggio: Monthey > Villeneuve – 184 km

| Pos. | Corridore       | Squadra | Tempo    |
| ---- | --------------- | ------- | -------- |
| 1    | Eddy Schepers   | Lotto   | 4h47'00" |
| 2    | Laurent Vial    | Cilo    | s.t.     |
| 3    | Acácio da Silva | Malvor  | a 1'39"  |

| Pos. | Corridore       | Squadra | Tempo    |
| ---- | --------------- | ------- | -------- |
| 1    | Laurent Vial    | Cilo    | 4h55'43" |
| 2    | Eddy Schepers   | Lotto   | a 4"     |
| 3    | Acácio da Silva | Malvor  | a 1'10"  |

### 2ª tappa
- 9 maggio: Villeneuve > La Chaux-de-Fonds – 195 km

| Pos. | Corridore            | Squadra | Tempo    |
| ---- | -------------------- | ------- | -------- |
| 1    | Alessandro Paganessi | Murella | 5h18'43" |
| 2    | Jörg Müller          | Skil    | s.t.     |
| 3    | Jean-Marie Grezet    | Cilo    | a 1'23"  |

| Pos. | Corridore            | Squadra | Tempo     |
| ---- | -------------------- | ------- | --------- |
| 1    | Jörg Müller          | Skil    | 10h15'33" |
| 2    | Alessandro Paganessi | Murella | a 2"      |
| 3    | Acácio da Silva      | Malvor  | a 1'22"   |

### 3ª tappa
- 10 maggio: La Chaux-de-Fonds > Moutier – 159 km

| Pos. | Corridore       | Squadra       | Tempo    |
| ---- | --------------- | ------------- | -------- |
| 1    | Acácio da Silva | Malvor        | 4h12'35" |
| 2    | Bernard Hinault | La Vie Claire | s.t.     |
| 3    | Jörg Müller     | Skil          | s.t.     |

| Pos. | Corridore           | Squadra      | Tempo     |
| ---- | ------------------- | ------------ | --------- |
| 1    | Jörg Müller         | Skil         | 14h28'04" |
| 2    | Acácio da Silva     | Malvor       | a 1'13"   |
| 3    | Johan van der Velde | Vini Ricordi | a 1'57"   |

### 4ª tappa
- 11 maggio: Moutier > Nyon – 206 km

| Pos. | Corridore           | Squadra      | Tempo    |
| ---- | ------------------- | ------------ | -------- |
| 1    | Johan van der Velde | Vini Ricordi | 5h19'51" |
| 2    | Stefan Mutter       | Carrera      | s.t.     |
| 3    | Pascal Poisson      | Renault-Elf  | s.t.     |

| Pos. | Corridore           | Squadra      | Tempo     |
| ---- | ------------------- | ------------ | --------- |
| 1    | Jörg Müller         | Skil         | 19h48'03" |
| 2    | Acácio da Silva     | Malvor       | a 1'13"   |
| 3    | Johan van der Velde | Vini Ricordi | a 1'47"   |

### 5ª tappa - 1ª semitappa
- 12 maggio: Nyon > Nyon (cron. individuale) – 23,8 km

| Pos. | Corridore         | Squadra       | Tempo  |
| ---- | ----------------- | ------------- | ------ |
| 1    | Tommy Prim        | Sammontana    | 31'27" |
| 2    | Bernard Hinault   | La Vie Claire | a 36"  |
| 3    | Roberto Visentini | Carrera       | a 48"  |

| Pos. | Corridore       | Squadra    | Tempo     |
| ---- | --------------- | ---------- | --------- |
| 1    | Jörg Müller     | Skil       | 20h20'36" |
| 2    | Acácio da Silva | Malvor     | a 1'32"   |
| 3    | Tommy Prim      | Sammontana | a 2'56"   |

### 5ª tappa - 2ª semitappa
- 12 maggio: Nyon > Ginevra – 87 km

| Pos. | Corridore           | Squadra        | Tempo    |
| ---- | ------------------- | -------------- | -------- |
| 1    | Silvestro Milani    | Malvor         | 2h04'47" |
| 2    | Adrie van der Poel  | Kwantum Hallen | s.t.     |
| 3    | Johan van der Velde | Vini Ricordi   | s.t.     |

| Pos. | Corridore       | Squadra    | Tempo     |
| ---- | --------------- | ---------- | --------- |
| 1    | Jörg Müller     | Skil       | 22h25'23" |
| 2    | Acácio da Silva | Malvor     | a 1'32"   |
| 3    | Tommy Prim      | Sammontana | a 2'56"   |

## Classifiche finali

### Classifica generale
| Pos. | Corridore                     | Squadra                         | Tempo     |
| ---- | ----------------------------- | ------------------------------- | --------- |
| 1    | Jörg Müller                   | Skil-SEM-KAS-Miko               | 22h25'23" |
| 2    | Acácio da Silva               | Malvor-Bottecchia-Vaporella     | a 1'32"   |
| 3    | Tommy Prim                    | Sammontana-Bianchi              | a 2'56"   |
| 4    | Joop Zoetemelk                | Kwantum Hallen-Decosol-Yoko     | a 3'06"   |
| 5    | Niki Rüttimann                | La Vie Claire Wonder-Radar      | a 3'27"   |
| 6    | Jean-Marie Grezet             | Cilo-Aufina-Magniflex           | a 3'35"   |
| 7    | Johan van der Velde           | Vini Ricordi-Pinarello-Sidermec | a 3'37"   |
| 8    | Beat Breu                     | Carrera-Inoxpran                | a 3'59"   |
| 9    | Marino Lejarreta Arrizabalaga | Alpilatte-Olmo-cierre           | a 4'00"   |
| 10   | Hubert Seiz                   | Cilo-Aufina-Magniflex           | a 4'08"   |